# Bhaisajyaguru
En el marco del budismo, Bhaiṣajyaguru es el «buda de la Medicina» o el «fo Maestro de Medicina». Según la tradición, habita en el Mundo Cristal.
En ciertas formas de budismo Mahāyāna representa el aspecto curativo del buda histórico Sakyamuni, considerando que los mantras del Buda de la Medicina purifican el karma negativo y son métodos muy poderosos y eficaces que ayudan a eliminar tendencias negativas de la mente que desencadenan enfermedades físicas.

## Etimología
En sánscrito bhaíshayia: ‘medicina’; gurú: ‘maestro’, vaiduria: ‘berilo’, prabhá: ‘luz’, raja: ‘rey’
Bhaisajyaguru es conocido en chino como Yàoshīfó, que literalmente quiere decir Buda Maestro en Medicina.
En Japón, se le denomina Yakushi; mientras que los tibetanos lo invocan con el nombre de Sangye Menla. 
Según la tradición popular, la recitación del Sutra del Buda de la Medicina, o la simple mención de su sagrado nombre es beneficioso para la salud.

## Iconografía

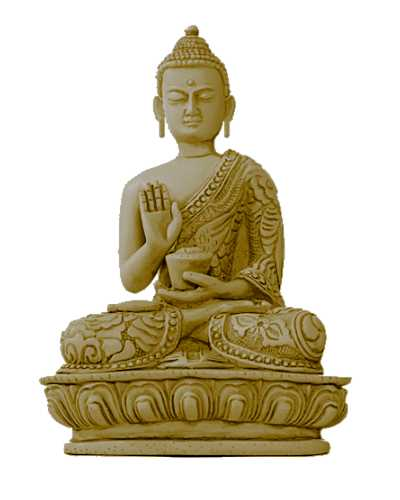
Escultura de Bhaisajyaguru.

En la iconografía tradicional, Bhaisajyaguru suele ser representado como un buda de color azul, que deriva del lapis lázuli, piedra azul con diminutas vetas doradas asociada desde tiempos inmemoriales con la sanación de los enfermos, probablemente desde el tiempo de la civilización sumeria pudiendo estar asociada con la leyenda de la diosa Inanna (Ishtar), quien desciende al infierno para resucitar a su hermano amante y retorna posteriormente. Según la leyenda, Inanna llevaba consigo un collar de lapis lázuli que la protegió contra todos los peligros en su travesía por el Otro Mundo y le permitió tomar los siete poderes de la curación.
Según la tradición mahayana, existen una infinidad de budas, bodhisattvas y otras deidades menores y todos ellos representan los diversos aspectos de la naturaleza absoluta de Buda, como la compasión, el poder o la vacuidad. En este aspecto, el Buda de la Medicina recoge el aspecto de la sanación de los enfermos.

## Historia
Cuando Bhaisajyaguru alcanzó la iluminación, descubrió que existen tres venenos que obstaculizan la realización de nuestro verdadero potencial: la ignorancia, el apego y la aversión. Estas tres condiciones enturbian nuestro pensamiento y nublan nuestra vista, por lo tanto, no logramos comprender la realidad de lo que ocurre en nuestro entorno ni logramos descubrir los verdaderos recursos que tenemos en nuestras manos.
En los templos budistas chinos que pertenecen a la Escuela de la Tierra Pura, encontramos en el altar principal tres budas sentados de derecha a izquierda en el siguiente orden: Bhaisajyaguru o Buda de la Medicina, Sakyamuni o Buda Histórico y Amithaba o Buda de la Tierra Pura. Entre ellos, Bhaisajyaguru es el Buda de la Tierra Pura Oriental.
En chino, también se conoce informalmente a Bhaisajyaguru como el "Buda que concede longevidad y mitiga el sufrimiento". Se puede distinguir la estatua de Bhaisajyaguru por el tazón que lleva en su mano izquierda.

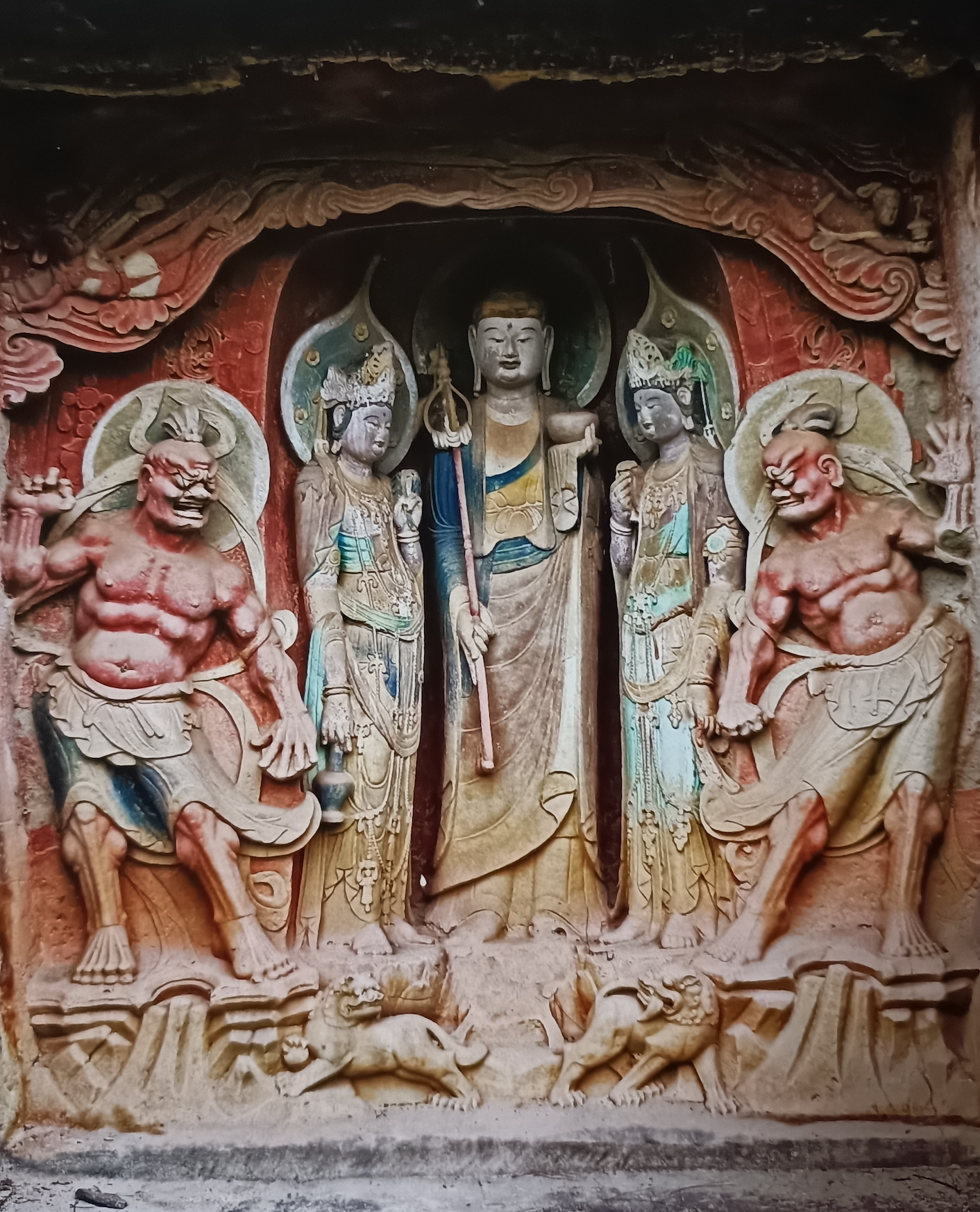
Bhaisajyaguru flanqueado por Avalokiteshvara, Mahasthamaprapta y dos Vajrapani. Cuevas del templo Shuining, Bazhong, Sichuan, China; –.

Cuando el budismo mahayana se expandió desde China hacia Corea, Japón y países del Sudeste Asiático, se benefició la salud pública en general de estos pueblos ya que en los monasterios budistas, o a través de los esfuerzos de los monjes, pronto aparecieron hospitales, centros para leprosos y dispensarios populares. Bajo el patrocinio abierto de la religión, tales instituciones no tuvieron mayores dificultades en obtener fondos, debido a que las enseñanzas de los monjes instaban a los devotos a hacer generosas contribuciones para demostrar su espíritu de compasión hacia el prójimo.
En realidad, la devoción hacia Bhaisajyaguru está más orientada a su poder como dispensador de la medicina espiritual, que dentro de la filosofía budista, ayudando a los otros tratamientos para recobrar la salud. Esta noción está muy relacionada con los principios que rigen en el Āyur-veda (sistema tradicional de la medicina india), que contempla la curación como un proceso que cubre los campos físico, psicológico y espiritual del paciente.
El Bhaíshyiarash sutra (Bhaíṣajya-rāja-sūtra: ‘aforismos del rey de la Medicina’) fue traducido al idioma chino durante la dinastía Jīn Oriental (317-420), con una completa relación de la deidad, su Paraíso y sus Doce Grandes Promesas. Posteriormente, el maestro tripitaka Xuánzàng, el monje de la dinastía Táng (618-907) que fue inmortalizado en la famosa obra literaria Viaje a Occidente, volvió a traducir el sutra con un contenido más adaptado a las costumbres chinas, lo que hizo fue adquiriese mayor popularidad. Esta versión más reciente se denomina Sutra del Maestro de la Curación (Bhaisajyaguru Vaidurya Prabhasa Tathagata), y es uno de los libros sagrados del budismo más ampliamente leído en el día de hoy.
Bhaisajyaguru es posiblemente el mejor ejemplo de la fusión de la medicina y la religión en el budismo. Hay que tener en cuenta que los mayores filósofos y santos del budismo mahayana eran, al mismo tiempo, grandes médicos que escribieron importantes tratados de medicina.
Por otro lado, dentro de la tradición del budismo tibetano, todos los conocimientos médicos tienen un origen sagrado y se les pueden atribuir a la sabiduría de los Bodhisattvas. Esto difiere mucho de la tradición occidental basada en el legado de Hipócrates.
Sin embargo, el Buda de la Medicina no es venerado solamente debido a sus poderes curativos. En vez, se procura que Bhaisayia Guru se convierta en el ideal de la naturaleza de Buda que debemos aspirar a alcanzar cada uno de nosotros. Se trata de una iluminación que puede ayudar a liberar al ser humano del sufrimiento físico y mental, y una forma de alcanzarla es a través de la meditación en torno al Buda de la Medicina, de manera que se pueda generar una enorme energía curativa para uno mismo y para la curación de los otros.
A pesar de su gran popularidad, son muy escasos los templos exclusivamente dedicados a Bhaisajyaguru o Buda de la Medicina. Los fieles que desean adorarle deben generalmente recurrir a un templo donde se encuentre su imagen.

## Los doce juramentos

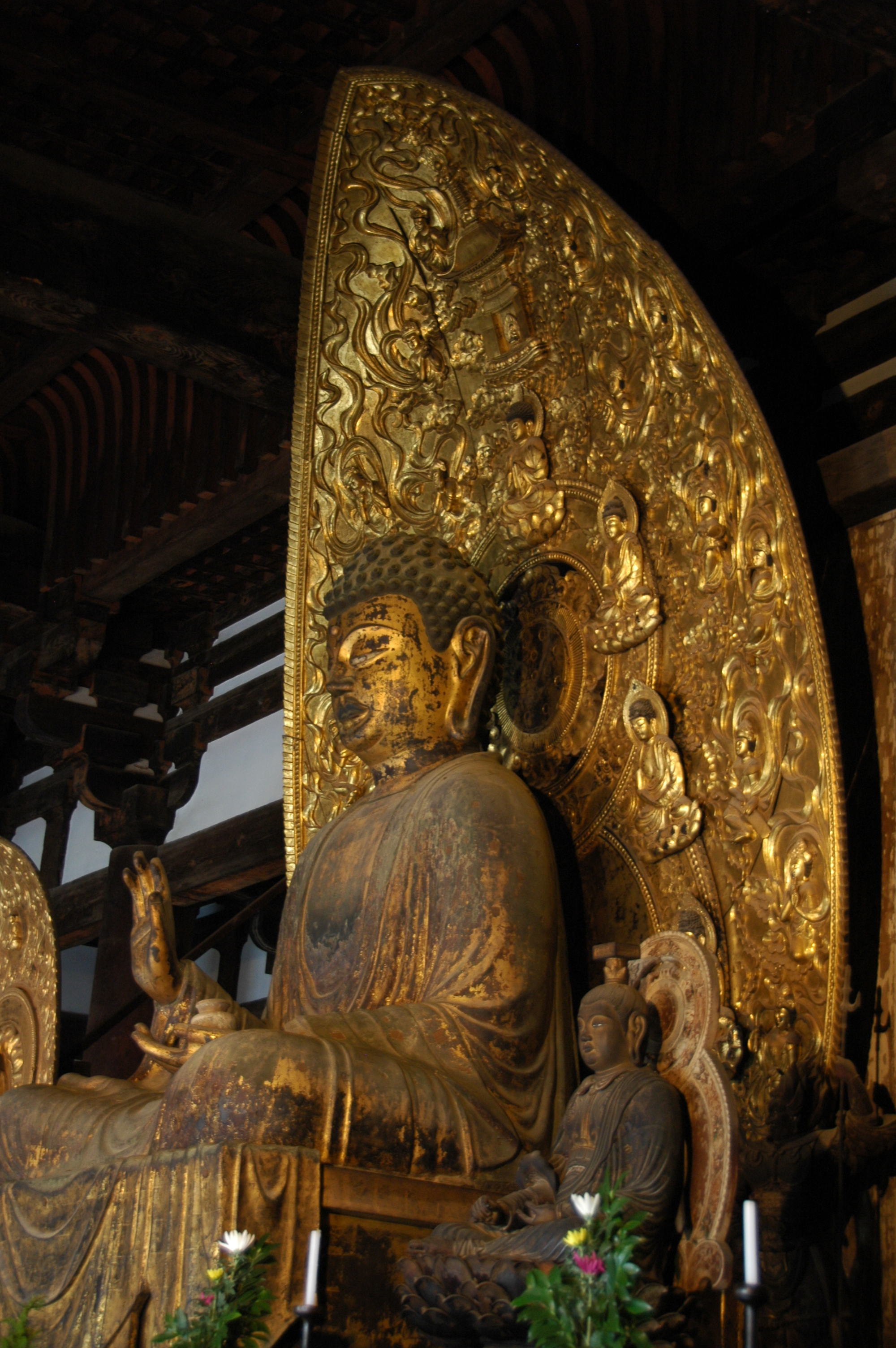
Kōfuku-ji

Los doce juramentos del Buda Maestro de Medicina al lograr la iluminación, de acuerdo con el Sutra del Buda Maestro de Medicina son:
1. Iluminar incontables reinos con su radiante luz, permitiendo a todos convertirse en un Buda como él.
2. Despertar las mentes de los seres conscientes a través de su luz de lapis lazuli.
3. Proveer a los seres conscientes con cualquier necesidad material que tengan
4. Corregir las perspectivas heréticas e inspirar a los seres hacia el camino de un Boddhisattva.
5. Ayudar a los seres conscientes a seguir los preceptos morales, aún si han fallado en cumplirlos anteriormente.
6. Curar a seres con deformidades, enfermedades u otros sufrimientos físicos.
7. Ayudar a aliviar el sufrimiento de los indigentes y enfermos.
8. Ayudar a las mujeres que desean reencarnar como hombres a que logren su reencarnación deseada.
9. Ayudar a curar enfermedades mentales y delirios.
10. Ayudar a los oprimidos a ser liberados del sufrimiento.
11. Aliviar a quienes sufren de mucha hambre y sed.
12. Ayudar a proveer ropas a indigentes y a quienes sufren por el frío y los mosquitos.